# Парчмент (Мічиган)
Парчмент (англ. Parchment) — місто (англ. city) в США, в окрузі Каламазу штату Мічиган. Населення — 1926 осіб (2020).

## Географія
Парчмент розташований за координатами 42°19′39″ пн. ш. 85°33′55″ зх. д. / 42.32750° пн. ш. 85.56528° зх. д. (42.327495, -85.565336).  За даними Бюро перепису населення США в 2010 році місто мало площу 2,42 км², з яких 2,38 км² — суходіл та 0,04 км² — водойми.

## Демографія
Згідно з переписом 2010 року, у місті мешкали 1804 особи в 786 домогосподарствах у складі 484 родин. Густота населення становила 745 осіб/км².  Було 881 помешкання (364/км²).
Расовий склад населення:
| - 84,6 % — білих - 8,5 % — чорних або афроамериканців - 1,3 % — азіатів - 0,2 % — корінних американців - 1,3 % — осіб інших рас |

До двох чи більше рас належало 4,0 %. Частка іспаномовних становила 3,4 % від усіх жителів.
За віковим діапазоном населення розподілялося таким чином: 24,2 % — особи молодші 18 років, 63,8 % — особи у віці 18—64 років, 12,0 % — особи у віці 65 років та старші. Медіана віку мешканця становила 38,5 року. На 100 осіб жіночої статі у місті припадало 86,0 чоловіків;  на 100 жінок у віці від 18 років та старших — 86,5 чоловіків також старших 18 років.
Середній дохід на одне домашнє господарство  становив 50 116 доларів США (медіана — 39 226), а середній дохід на одну сім'ю — 56 348 доларів (медіана — 43 854). Медіана доходів становила 44 444 долари для чоловіків та 32 750 доларів для жінок. За межею бідності перебувало 17,6 % осіб, у тому числі 25,5 % дітей у віці до 18 років та 1,4 % осіб у віці 65 років та старших.
Цивільне працевлаштоване населення становило 919 осіб. Основні галузі зайнятості: освіта, охорона здоров'я та соціальна допомога — 27,5 %, мистецтво, розваги та відпочинок — 16,4 %, виробництво — 13,8 %.